# Richard Mallié

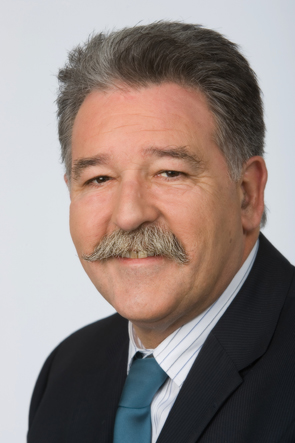
Richard Mallié, 2007

Richard Mallié (* 26. Oktober 1948 in Besançon) ist ein französischer Politiker. Er war von 2002 bis 2012 Abgeordneter der Nationalversammlung.
Mallié, hauptberuflich Zahnchirurg, begann seine politische Karriere 1983 als Mitglied des Gemeinderats von Bouc-Bel-Air. Der Vater von drei Kindern engagierte sich politisch und wurde 1989 zum Bürgermeister der Gemeinde gewählt. 2001 zog er außerdem in den Generalrat des Départements Bouches-du-Rhône ein. Im folgenden Jahr trat er für die UMP bei den Parlamentswahlen im 10. Wahlkreis des Départements  Bouches-du-Rhône an und wurde mit 54 % der Stimmen gewählt. 2005 stieg er zum Sekretär der Nationalversammlung auf. Während seines ersten Mandats im Parlament galt er als der aktivste Abgeordnete des Landes. Bei den folgenden Wahlen 2007 wurde er mit 57 % der Stimmen wiedergewählt. Er gehörte zu den Gründungsmitgliedern der 2010 ins Leben gerufenen Gruppe La Droite Populaire innerhalb der UMP-Fraktion. Zu den Wahlen 2012 trat er erneut an, scheiterte jedoch mit nur 38 % der Stimmen am Grünen François-Michel Lambert (41 %), was auch dadurch bedingt war, dass die FN-Kandidatin ebenfalls den zweiten Wahlgang erreichte.